# Ян Кобилянський
Ян Кобилянський (пол. Jan Kobylański; 21 липня 1923, Рівне — 27 березня 2019, Монтевідео) — польський підприємець, мешкав в Уругваї, дипломат, в'язень німецьких концтаборів, засновник та президент у 1993–2016 роках Союзу польських асоціацій та організацій Латинської Америки (USOPAL).

## Життєпис
Ян Кобилянський народився в родині адвоката Станіслава Кобилянського та його дружини Цецилії.
Під час Другої світової війни він був заарештований гестапо, а потім ув'язнений у місті Павяк, звідки в жовтні 1943 р. був відправлений до Освенціма-Біркенау. Йому дали номер табору 156228. Під час війни також перебував у концтаборах Маутхаузен-Гузен, Дахау та Грос-Розен. Навесні 1945 року став вільним після звільнення К. Л. Дахау американськими військами.
Після війни Ян оселився в Італії, де 1950 року закінчив навчання менеджерів у Вищій торговій школі в Мілані. З 1950 по 1952 рік працював на метал-обміннику в Цюрі. Він також займався виробництвом зубних щіток, торгівлею побутовою технікою та виробництвом сталевих виробів. 1952 року він прибув до Парагваю, скориставшись програмою президента Федеріко Чавеса щодо привезення 18 000 сімей з Європи. Він також був поштовим радником міністра зв'язку Парагваю. Кобилянський брав активну участь в Олімпійському комітеті Парагваю. З 1974 по 1989 рік був парагвайським консулом на Канарських островах. 1981 року почав займатися бізнесом в Уругваї, де потім влаштувався.
1957 року Ян Кобилянський став заступником голови Товариства польської діаспори в Парагваї, а 1988 року — головою Союзу поляків Аргентини. Того ж року він став президентом Товариства Росії Юзефа Пілсудського в Монтевідео. 1993 року він був співзасновником Союзу польських товариств та організацій Латинської Америки. Потім він став президентом цієї організації. 1989 року його призначили почесним консулом Польщі в Аргентині, а потім в Уругваї. У 2000 році міністр Владислав Бартошевський звільнив його з цієї посади після звинувачень в антисемітизмі, висунутих колишніми польськими послами в Уругваї та Коста-Риці — Ярославом Гугалою та Ришардом Шнепфом.

## Досягнення
Ян Кобилянський є засновником та покровителем школи на Підляшші. Він був членом Комітету захисту доброго імені Польщі та поляків. У жовтні 2011 року Ян став почесним президентом асоціації. Автор книг на філателістичну тематику та книги про миротворчу діяльність Ватикану. Власник, президент та директор десятків міжнародних торгових компаній (включаючи друк поштових марок та карбування монет). Консул Парагваю в Санта-Крус-де-Тенеріфе, Канарські острови та колишній почесний консул Польщі в Уругваї.

## Відзнаки
1995 року Ян Кобилянський був нагороджений Хрестом Освенціма. Також його вшанували Великим орденом св. Зигмунта, Почесним хрестом ветеранів боротьби за незалежність, медаллю Polonia Mater Nostra Est (2003), золотою медаллю Парагвайської олімпійської асоціації та золотою медаллю за послуги Парагваю.

## Суперечки

### Заяви в пресі
2001 р. у статті «В'язень № 156228», опублікованій у Речі Посполитій, Ганна Войслав першою в Польщі оскаржила офіційну біографію Кобилянського, вказавши на відсутність слідів його присутності в архіві табору та заперечуючи правомірність нагородження Яна Кобилянського хрестом Освенціма. 2005 року Міколай Лізут, журналіст Gazeta Wyborcza, звинуватив Кобилянського у підробці довідки про його перебування в концтаборі та використанні особи Януша Кобилянського, народженого чотирма роками раніше. Ця стаття була написана разом з Ганною Войслав, яка підписалася як Ганна Рекман. 2005 року журналіст „Rzeczpospolita” Єжи Моравський звинуватив Кобилянського (який на той час мав вживати ім’я Януш) у співпраці з нацистами в період окупації Польщі під час Другої світової війни, зокрема в передачі сім’ї Сенкер офіцерам Гестапо, що він заперечив.

### Декларація IPN на
Як наслідок повідомлень у пресі, слідчий відділ Інституту національної пам'яті проводив процедуру перевірки в цій справі з осені 2004 року до січня 2007 р. У квітні 2006 р. керівник слідчого відділу Інституту національної пам'яті Вітольд Кулеша повідомив, що «до цього часу не знайдено доказів». У січні 2007 року Комісія філії з питань переслідування злочинів проти польської нації у Варшаві ухвалила рішення про відмову в порушенні розслідування з цього приводу. Згідно з висновками прокурора, інформація про те, що Ян Кобилянський був винуватцем передачі офіцерам гестапо родини Сенкер, не може бути підтверджена. У березні 2007 року Анджей Арсенюк, прессекретар IPN, спростував твердження Gazeta Wyborcza про те, що сім'я Сенкер померла в гетто або Треблінці і що ця смерть була наслідком доносу Кобилянського.

### Позови про наклеп
Наприкінці листопада 2008 року Ян Кобилянський подав приватний обвинувальний акт проти 19 політиків та журналістів, звинувачуючи їх у наклепі. Він вимагав, щоб кожен відповідач виплатив по 100 тисяч злотих на благодійність. Кримінальне провадження в цій справі розпочалось у березні 2009 року окружним судом у Варшаві і було остаточно припинено в грудні 2011 року через строк позовної давності щодо всіх дій, скоєних Кобилянським до 16 обвинувачених.
У липні 2010 року Ян Кобилянський звернувся в суд за наклеп на Радослава Сікорського. У березні 2012 року суд відхилив цей позов, зазначивши, що «не було порушення особистих прав позивача». Суд вважав, що судовий розгляд безперечно демонстрував антисемітські погляди Яна Кобилянського. Суд оцінив заяви Яна Кобилянського та організації, яку він очолював, як такі, що є відверто антисемітські та перевищують допустиму межу критики конкретних осіб. 23 січня 2013 року Апеляційний суд у Варшаві відхилив апеляцію, зазначивши, що «називання позивача антисемітом було в межах допустимої критики, а через правдивість визначення позивача (оскільки він є антисемітом) не порушувало його особисті права».